# Антонио Парада
Анто́нио Нето (порт.-браз. Antônio Neto; 20 февраля 1939, Араракуара, Сан-Паулу — 21 ноября 2018, Сан-Паулу), более известный как Анто́нио Парада (порт.-браз. Antônio Parada) — бразильский футболист, нападающий и полузащитник.

## Карьера
Антонио Парада родился в Араракуаре, но в раннем возрасте переехал в Сан-Паулу, в район Бон-Ретиру. Он с юных лет начал работать, трудясь токарем. Одновременно Парада играл в футбол на любительском уровне. В возрасте 16 лет он поехал на просмотр во «Флуминенсе», который закончился неудачей. Парада вернулся в Сан-Паулу, где присоединился к клубу «Ипиранга», выступая в молодёжном составе. В одном из матчей клуб обыграл молодёжку «Палмейраса» со счётом 6:3. После этой встречи Парада был приглашён в стан «Вердана». Футболист играл молодёжном составе, но иногда приглашался и в первую команду. 16 сентября 1956 года он дебютировал в основном составе в товарищеской игре с «Лондриной» (5:3), где вышел на замену вместо Фернандо Пульи. 4 мая 1958 года Парада сыграл первый официальный матч за «Палмейрас» против «Ферровиарии» (1:0). В 1959 году он забил три гола в матче чемпионата штата Сан-Паулу с «Гуарани» (6:0). И в том же году отпраздновал победу в этом соревновании, однако сам футболист в том составе выполнял роль лишь запасного. 8 июля 1960 года Парада провёл последний матч за клуб против «Сан-Паулу» (1:2). Всего за «Палмейрас» он сыграл 72 матча и забил 20 голов, по другим данным 71 матч и 19 голов.
В начале 1961 года Парада перешёл в «Ферровиарию». Он, вместе с партнёром по команде Исмаэлом, стал частью сделки по переходу в стан «Палмейраса» Флорисвалдо Росана. В 1963 году Парада стал игроком «Бангу», где его хотел видеть главный тренер команды Тим. 10 февраля он дебютировал в составе команды в матче с «Минасом» (4:0), где забил гол. А всего в первом сезоне он забил 12 голов, став вторым бомбардиром команды после Адемара Бьянкини. А через год забил больше всех в «Бангу» — 15 голов, а клуб выиграл турнир Начала чемпионата Рио-де-Жанейро. В январе 1966 года Парада перешёл в «Ботафого», заплативший за трансфер 150 млн крузейро, где дебютировал 21 января в матче с «Сантосом» (0:3). Там он выступал два сезона, выиграв турнир Рио — Сан-Паулу, где сам форвард стал лучшим бомбардиром. Затем игрок возвратился в «Бангу», а затем перешёл в «Гуарани». В обоих клубах он играл на правах аренды.
В 1968 году Парана возвратился в «Ботафого», с которым выиграл чемпионат штата Рио-де-Жанейро. В конце того же года он оказался в аренде в «Коринтиансе». В команде футболист дебютировал 23 октября 1969 года в матче со своим предыдущим клубом «Бангу» (3:1). Всего за эту команду он сыграл трижды. Затем он возвратился в «Ботафого», где провёл половину сезона. Всего за клуб Парана сыграл 52 встречи и забил 17 голов. Последний матч в составе «Эстрелы Солитария» футболист провёл 26 февраля 1969 года с клубом «Фрибургу» (3:2). После этого, в марте того же года игрок вновь перешёл в «Бангу» в рамках обратного перехода голкипера Убиражара Мотты. За клуб Парана сыграл лишь 7 матчей и не забил ни одного гола. За все годы в команде он провёл 140 матчей и забил 51 гол. В 1970 году футболист стал игроком «Насьонал Фаст Клуба». Свою карьеру завершил в «Рио-Негро» в 1975 году из-за травмы колена.
Последние годы жизни Парана проживал в своём доме в районе Бон-Ретиру. Он умер в возрасте 79 лет.

## Международная статистика
| Матчи Антонио Парады за сборную Бразилии | Матчи Антонио Парады за сборную Бразилии | Матчи Антонио Парады за сборную Бразилии | Матчи Антонио Парады за сборную Бразилии | Матчи Антонио Парады за сборную Бразилии | Матчи Антонио Парады за сборную Бразилии | Матчи Антонио Парады за сборную Бразилии |
| ---------------------------------------- | ---------------------------------------- | ---------------------------------------- | ---------------------------------------- | ---------------------------------------- | ---------------------------------------- | ---------------------------------------- |
| №                                        | Дата                                     | Место проведения                         | Оппонент                                 | Счёт                                     | Голы                                     | Турнир                                   |
| 1                                        | 8 мая 1966                               | Рио-де-Жанейро                           | Бангу                                    | 0:1                                      | —                                        | Товарищеский матч                        |
| 2                                        | 19 мая 1966                              | Рио-де-Жанейро                           | Чили                                     | 1:0                                      | —                                        | Товарищеский матч                        |
| 3                                        | 5 июня 1966                              | Белу-Оризонти                            | Польша                                   | 4:1                                      | —                                        | Товарищеский матч                        |

## Достижения

### Командные
- Чемпион штата Сан-Паулу: 1959
- Обладатель Чаши Бразилии: 1960
- Победитель турнира Начала чемпионата Рио-де-Жанейро: 1964
- Победитель турнира Рио — Сан-Паулу: 1966
- Чемпион штата Рио-де-Жанейро: 1968

### Личные
- Лучший бомбардир турнира Рио — Сан-Паулу: 1966 (11 голов)